# コンラディン・グロート
コンラディン・グロート（Konradin Groth、1947年 - ）は、ベルリン生まれのトランペット奏者。1974年以降フリッツ・ヴェゼニック（Fritz Wesenigk）、ホルスト・アイヒラー（Horst Eichler）の後任として、マルティン・クレッツァーと共にベルリン・フィルハーモニー管弦楽団の首席トランペット奏者を務めた。

## プロフィール
8歳よりトランペットを始める。1964年青少年音楽コンクールに優勝、ベルリン高等音楽院で音楽の勉強を始める。国立ベルリン音楽大学（現ベルリン芸術大学）卒業後、1968年ベルリン・フィルハーモニー管弦楽団に第3トランペット奏者として入団。
1970年から4年間ベルリン・ドイツ・オペラに移籍し、首席トランペット奏者を務めた後、1974年から1998年の24年間、ベルリン・フィルハーモニー管弦楽団の首席トランペット奏者として活躍した。
早くから後進の指導に熱心で、在任中からベルリン・フィルハーモニーのオーケストラ・アカデミーで教鞭をふるい、また1988年からはベルリン芸術大学の教授に就任した。
1993年、フィルハーモニック・アンサンブル管弦楽団に招かれ、東京でミニコンサートと組み合わせたトランペット・クリニックを展開する。
ブラス・アンサンブルのジャーマン・ブラス（German Brass, 1984年にドイツ金管五重奏団から改称）結成時からのメンバーとしても活動した。

## 作品

### CD
ソロ
- 『トランペット協奏曲集』（東芝EMI PEO-009）：大友直人指揮／フィルハーモニック・アンサンブル管弦楽団、1998年2月14-15日録音。アルチュニアンのトランペット協奏曲、他。

ドイツ金管五重奏団
- 『Brass Symphony』（Schallplatten FSM63 405）：の演奏。エワルドの金管五重奏曲第1番、他。

ジャーマン・ブラス
- 『BACH 300』（EMI 2701961）
- 『Das Deutsche Blechbläserquintett』（audite 95.401）

ベルリン・フィルハーモニー・ブラス・アンサンブル
- 『ブラスの饗宴』（ドイツ・グラモフォン MG1256）
- 『Klengen』（EXTON　OVCL-00028）
- 『ブラスのクリスマス』（ドイツ・グラモフォン MG1161）

### 出版物
- 『運舌法と呼吸法に関する新練習法』（ツィンマーマン社、1990年）